# Жуан IV
Жуа́н (Иоанн) IV Восстановитель (порт. João IV, o Restaurador; 19 марта 1604, Вила-Висоза — 6 ноября 1656) — король Португалии и Альгарвы с 1 декабря 1640 года, 8-й герцог Брагансский, сын Феодосия (Теодозиу), герцога Брагансского. Матерью последнего была Екатерина, внучка короля Мануэла I. Основатель королевской династии Браганса.

## Ранняя жизнь
Он родился у Теодозиу II, седьмого герцога Браганса и герцогини Анны де Веласко в Вила-Висоза. Жуан унаследовал титул герцога в 1630 году после смерти отца. 
По отцовской линии он был правнуком короля Португалии Мануэла I через герцогиню Екатерину. Он остался в истории потому, что при нём была восстановлена национальная независимость страны. До этого Португалия находилась под властью иностранного королевского дома Габсбурги после того как она утратила независимость благодаря бракам между португальским королевством и королевством Испании.

## Начало правления
Жуан достиг престола благодаря заговору дворянства против Испании в 1640 году. Присоединение Португалии к Испании в 1581 году имело для Португалии самые пагубные последствия. Вместе с независимостью исчезло благосостояние португальского народа. Страна беднела под бременем налогов. Страшные злоупотребления испанских властей вызывали всеобщую ненависть к Габсбургам. Восстание недовольных в Эворе было подавлено с чрезвычайной жестокостью.
Затем было приказано провести в Португалии набор солдат для войны с Францией. Командование над этой армией было поручено герцогу Брагансскому Жуану, представителю боковой ветви угасшей Бургундской династии. Жуан был очень могуществен и владел третью португальских земель. В душе он враждебно относился к испанскому игу. Собрав войска, укрепив крепости и раздав посты верным людям, он под разными предлогами задерживал своё выступление в Испанию. Всеми этими действиями герцог возбудил против себя сильные подозрения испанского короля.
В этот критический момент португальские патриоты совершили переворот в Лиссабоне. 1 декабря 1640 года они внезапно захватили дворец вице-королевы герцогини Маргариты Савойской. Выйдя на балкон, они провозгласили Жуана королём, хотя сам герцог не принимал участия в перевороте. Он был вынужден принять титул, понимая, что никогда не сможет доказать испанцам свою невиновность. Вся Португалия последовала примеру Лиссабона. Жуан был признан королём во всех городах и торжественно короновался 15 декабря 1640 года. Собравшиеся в 1641 году кортесы утвердили его избрание.
Правление его проходило в полном согласии с кортесами. Он отменил противозаконные налоги и объявил свои громадные имения государственной собственностью, оставив себе малую их часть на содержание двора.
Португальские колонии в Азии, Америке и Африке признали власть новой династии. Торговля с ними постепенно улучшила финансовое положение страны. Но всё равно Португалия оставалась очень слаба.
В 1644 году Жуан разбил испанцев при Монтихо, а в 1654 году вернул Бразилию, которую, также как и Цейлон (ныне — Шри-Ланка), захватила Голландия. Восстановил дипломатические отношения Португалии со многими европейскими странами.
Однако против Жуана было устроено несколько заговоров. Самый опасный, в котором участвовали многие вельможи, великий инквизитор и архиепископ Брагансский, был раскрыт в 1641 году.

## Тайные встречи
После последнего разговора с герцогом Браганским заговорщики несколько раз встречались в Лиссабоне, чтобы договориться о том, как и когда проводить революцию. Эти встречи должны были проводиться в тайне, чтобы о ней не узнала герцогиня Маргарита Савойская. Если бы новости распространились, то участников заговора обвинили бы в государственной измене и приговорили бы к смертной казни.   
Но даже если бы они не смогли найти улик, чтобы обвинить их, то любой слух о том, что готовилось, имел бы свои последствия. Чтобы не вызывать слишком много подозрений, заговорщики никогда не ходили вместе.

## Смерть
Король умер 6 ноября 1656 года из-за "каменной болезни", упомянутой графом Эрисейрой, проявившейся в 1648 году. Он находится в монастыре Сан-Висенте-де-Фора, в Лиссабоне. В своём завещании от 2 ноября 1656 года он поручил регентство своей жене Луизе де Гусман.

## Семья
Жуан женился на Луизе де Гузман (1613—1666) в 1633 году. Она была блондинкой среднего роста.
От этого брака родились дети:
- Теодозиу (1634—1653) — первый принц Бразильский.
- Анна (1635)
- Жуана (1635-1653)
- Екатерина (1638—1705) — супруга короля Англии Карла II[5].
- Мануэл (1640)
- Афонсу VI (1643—1683)
- Педру II (1648—1706)

Ему наследовали два его сына — Афонсу VI и Педру II.